# МРТ Sat
МРТ Sat — спутниковый телеканал Македонского радио и телевидения, вещающий с 2000 года.

## История
Вещание телеканала началось 30 апреля 2000, в день празднования Пасхи. Телеканал МРТ Sat ведёт непрерывное круглосуточное вещание с территории Европы, Средиземноморья, Северной Африки, Восточной Азии и Австралии. Оригинальный набор программ занимает около получаса, остальное место занимают телепередачи, фильмы и сериалы с других каналов сети МРТ. Телеканал является основным средством массовой информации Республики Македонии для македонской диаспоры в мире.

### МРТ 2 Sat

Логотип МРТ 2 Sat

Телеканал МРТ 2 Sat был запущен в 2012 году как дополнение к основному спутниковому телеканалу МРТ Sat. Сетку вещания телеканала занимают программы не только на македонском языке, но и на языках национальных меньшинств: албанском, турецком, сербском, цыганском, валашском, боснийском. В отличие от МРТ 2, вещающего с 7 утра и до полвторого часа ночи, МРТ 2 Sat ведёт круглосуточное вещание.
Трансляцию передач телеканала обеспечивают спутники Eutelsat и Galaxy, отвечающие за мобильный Интернет от оператора T-Mobile в Республике Македонии и за трансляцию Макс ТВ.